# Bibliographie sur la sociologie de l'intégration
 (août 2024).
- Si vous ne connaissez pas le sujet, laissez ce bandeau (vous pouvez alors contacter les auteurs).
- Si vous supprimez le contenu mis en cause (vous pouvez préalablement contacter les auteurs),

argumentez précisément cette suppression dans la page de discussion
(un manque de référence n'est pas un argument ; une recherche réelle de référence doit avoir été effectuée, être formellement documentée).

## Ouvrages
- Olivier Masclet, La gauche et les cités : Enquête sur un rendez-vous manqué, Paris, La Dispute, 2006

- Évelyne Ribert, Liberté, égalité, carte d’identité : Les jeunes issus de l’immigration et l’appartenance nationale, Paris, La Découverte, 2006

- Abdelmalek Sayad, L’immigration ou les paradoxes de l’altérité, t. 1 : L’illusion du provisoire, Paris, Raisons d’agir, 2006

- Nacira Guénif-Souilamas (dir.), La République mise à nu par son immigration, Paris, La Fabrique, 2006

- Sadri Khiari, Pour une politique de la racaille : Immigré-e-s, indigènes et jeunes de banlieues, Paris, Textuel, 2006

- Leila Shahid, Michel Warschawski et Dominique Vidal, Les banlieues, le Proche-Orient et nous, Paris, Éditions de L’Atelier, 2006

- Abdellali Hajjat, Immigration postcoloniale et mémoire, Paris, L’Harmattan, 2005

- Younès Amrani et Stéphane Beaud, Pays de malheur ! Un jeune de cité écrit à un sociologue, Paris, La Découverte, 2005 (rééd.)

- Karim Bourtel et Dominique Vidal, Le mal-être arabe. Enfants de la colonisation, Marseille, Agone, 2005

- Abdelmalek Sayad, La double absence : Des illusions de l’émigré aux souffrances de l’immigré, Paris, Liber, 1999

- F. Constant, Le multiculturalisme, Paris, Flammarion, coll. « Dominos », 2000
- M. Khellil, Sociologie de l'intégration, Paris, PUF, coll. « Que sais-je ? », 1997
- R. Castel, Les métamorphoses de la question sociale, Paris, Gallimard, coll. « Folio », 1995 (rééd.)
- L. Coser, Les fonctions du conflit social (1956 et 1967), Paris, PUF, coll. « Sociologies », 1982
- Ph. Dewitte (dir.), Immigration et intégration, l'état des savoirs, Paris, La Découverte, 1999
- V. Munoz-Dardé, La justice sociale : Le libéralisme égalitaire de John Rawls, Paris, Nathan, coll. « 128 », 2000
- S. Paugam, La disqualification sociale, Paris, PUF, 1991
- S. Paugam (dir.), L'exclusion, l'état des savoirs, Paris, La Découverte, 1996
- Dominique Schnapper, La France de l'intégration, Paris, Gallimard, 1991
- Ch. Taylor, Multiculturalisme : Différence et démocratie, Paris(1992), Flammarion, coll. « Champs », 1997
- M. Tribalat, Faire France, Paris, La Découverte, 1995
- « Religions, laïcité, intégration », Actes du colloque organisé par le Centre national d'art et de culture Georges-Pompidou et le Centre Galilée, Paris, Centre Galilée,‎ 25 mai 1993